# Вазектомія

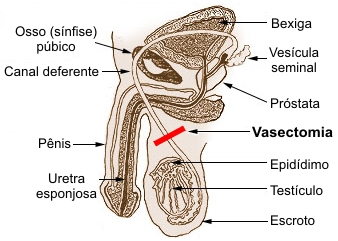
Червоним позначено місце перев'язування (або видалення фрагмента в даному місці) сім'явивідних проток

Вазектомі́я (лат. Vas — посудина, проток + ектомія) — хірургічна операція, при якій проводиться перев'язка чи видалення фрагмента сім'явивідних проток (лат. Vas deferens) у чоловіків (самців). Ця операція приводить до стерильності (нездатності мати потомство) при збереженні статевих функцій. У чоловіка (самця) після вазектомії зберігається статева поведінка: лібідо, ерекція, еякуляція. Але оскільки сім'явивідні протоки стають непрохідні, то в еякуляті відсутні сперматозоїди. Зовнішній вигляд сперми звичайний. Яєчка зберігають свої функції. Вазектомію застосовують як радикальний засіб контрацепції. У медицині зазвичай рекомендується чоловікам, які мають дітей і вирішили відмовитися від дітонародження в майбутньому. У ветеринарії використовують для стерилізації самців бродячих собак, які, зберігаючи статеву поведінку, блокують контакт молодих нестерилізованих самців з самками, тим самим перешкоджаючи збільшенню чисельності бродячих собак.
Не слід плутати вазектомію з кастрацією: при вазектомії яєчка зберігають свої функції.

## Історія
Перші вазектомії у людини були проведені в кінці 19 століття. Процедура спочатку використовувалася в основному як лікування збільшення простати та як євгенічний метод стерилізації «дегенератів». Вазектомія як метод добровільного контролю народжуваності почалася під час Другої світової війни.
Перша зареєстрована вазектомія була виконана на собаці в 1823 році. Перші вазектомії у людей проводилися для лікування доброякісної гіперплазії простати або збільшення простати. У 1880-х роках кастрацію іноді використовували для лікування цього стану, але, враховуючи серйозні побічні ефекти, лікарі шукали альтернативні методи лікування. Першим, хто запропонував вазектомію як альтернативу кастрації, був Джеймс Юінг Мірс (у 1890 році) або Жан Казимір Фелікс Гійон. Вважається, що першу вазектомію людині виконав Реджинальд Харрісон.[джерело?] До 1900 року Гаррісон повідомив, що виконав понад 100 вазектомій без побічних результатів.
Наприкінці 1890-х років вазектомія також була запропонована як євгенічний захід для стерилізації чоловіків, які вважаються нездатними до відтворення потомства. Перший випадок вазектомії в Сполучених Штатах був описаний у 1897 році А. Дж. Окснером, хірургом із Чикаго, у статті «Хірургічне лікування звичних злочинців». Він вважав вазектомію простим і ефективним засобом для зупинки хвилі расового виродження, яке, як вважав, відбувається. У 1902 році Гаррі С. Шарп, хірург виправної палати Індіани, повідомив, що він стерилізував 42 ув'язнених, намагаючись зменшити злочинну поведінку цих людей і запобігти появі майбутніх злочинців.
Ойген Штейнах (1861–1944), австрійський лікар, вважав, що одностороння вазектомія (відрізаючи лише один з двох сім'явивідних шляхів) у людей похилого віку може відновити загальну бадьорість і сексуальну потенцію, зменшити збільшену простату та вилікувати різні захворювання, якимось чином посилюючи гормональний вихід вазектомованого яєчка. Цю операцію, яка стала дуже популярною в 1920-х роках, робили багато заможних людей, у тому числі Зигмунд Фрейд і В. Б. Єйтс. Оскільки ці операції не проходили суворих контрольованих випробувань, будь-який ефект омолодження, ймовірно, був пов’язаний з ефектом плацебо, а з пізнішою розробкою синтетичних ін’єкційних гормонів ця операція вийшла з моди.
Вазектомія почала розглядатися як метод консенсусного контролю народжуваності під час Другої світової війни. Перша програма вазектомії в національному масштабі була запущена в 1954 році в Індії.
Процедура рідко виконується на собаках, а кастрація залишається кращим варіантом репродуктивного контролю для собак. Його регулярно проводять на биках.

## Всесвітній день вазектомії
Всесвітній день вазектомії (World Vasectomy Day) відзначають щорічно у третю п'ятницю листопада. Цей день має на меті розвіяти міфи, підвищити рівень обізнаності та заохотити чоловіків брати на себе відповідальність за планування сім’ї, висвітливши переваги цієї процедури не лише як засобу запобігання небажаній вагітності, але й як способу розділити тягар репродуктивного здоров’я з жінкою-партнеркою.
Всесвітній день вазектомії був заснований режисером Джонатаном Стеком і урологом Дагом Стайном у 2013 році, щоб започаткувати те, що вони назвали “найбільшим глобальним заходом з планування сім’ї, орієнтованим на чоловіків”. У цей день відбуваються різні заходи, зокрема трансляції вазектомії в прямому ефірі, щоб роз’яснити процедуру і розповісти чоловікам про цей безпечний і ефективний спосіб планування сім’ї. 

## Медичне використання
Вазектомія проводиться для запобігання фертильності у чоловіків. Це гарантує, що в більшості випадків після підтвердження успіху після операції людина буде стерильною. Процедура вважається постійною, оскільки скасування вазектомії є дорогим і часто не відновлює кількість сперматозоїдів чоловіка або рухливість сперматозоїдів до рівнів, які були перед вазектомією. У людей з вазектомією дуже малий (майже нульовий) шанс успішно завагітніти, але вазектомія не захищає від інфекцій, що передаються статевим шляхом (ІПСШ).
Після вазектомії яєчка залишаються в калитці, де клітини Лейдіга продовжують виробляти тестостерон та інші чоловічі гормони, які продовжують секретуватися в кров.
Коли вазектомія виконана, сперма не може вийти з організму через пеніс. Сперма все ще виробляється яєчками, але розщеплюється і поглинається організмом. Значна частина рідини поглинається мембранами придатка яєчка, а велика частина твердого вмісту розщеплюється реагуючими макрофагами та знову всмоктується через кровотік. Сперма дозріває в придатку яєчка приблизно за місяць до виходу з яєчок. Після вазектомії мембрани повинні збільшитися в розмірі, щоб поглинати та зберігати більше рідини; це спрацьовування імунної системи змушує залучати більше макрофагів для руйнування та реабсорбції більшої кількості твердого вмісту. Впродовж року після вазектомії у шістдесяти-сімдесяти відсотків вазектомованих виробляються антиспермальні антитіла. У 66 % випадках також може виникнути вузликовий вазит (лат. Vasitis nodosa), доброякісна проліферація епітелію проток. Накопичення сперматозоїдів підвищує тиск у сім'явивідній протоці та придатку яєчка. Потрапляння сперми в калитку може призвести до утворення сперматозоїдних гранульом в організмі, щоб утримувати та поглинати сперму, яку організм розглядатиме як чужорідну біологічну речовину (подібно до вірусу чи бактерії).

## Ускладнення
- Поствазектомічний біль
- Психологічні ефекти
- Деменція

## Післяопераційне відновлення
Зазвичай статевий акт можна відновити приблизно через тиждень (в залежності від одужання); однак вагітність все ще можлива, якщо кількість сперматозоїдів вище нуля. Необхідно покладатися на інший метод контрацепції, доки не буде проведено підрахунок сперми через два місяці після вазектомії або після 10–20 еякуляцій.
Після вазектомії слід продовжувати застосовувати заходи контрацепції до підтвердження азооспермії. Зазвичай для підтвердження азооспермії необхідно два аналізи сперми через три та чотири місяці. Британське андрологічне товариство рекомендувало, що достатньо одного аналізу сперми для підтвердження азооспермії через шістнадцять тижнів.
Після вазектомії яєчка продовжуватимуть виробляти сперматозоїди. Як і до вазектомії, невикористана сперма знову поглинається організмом.

## Поширеність
У міжнародному масштабі показники вазектомії значно відрізняються. У той час як жіноча стерилізація є найпоширенішим методом у всьому світі, на який покладаються 223 мільйони жінок, лише 28 мільйонів жінок покладаються на вазектомію свого партнера. У 69 найменш розвинених країнах світу в середньому менше 0,1 % чоловіків використовують вазектомію. З 54 африканських країн лише десять повідомляють про вимірюване використання вазектомії, і лише Свазіленд, Ботсвана та Південна Африка поширеність перевищує 0,1 %.
У Північній Америці та Європі використання вазектомії становить близько 10 %, а в деяких країнах досягає 20 %. Незважаючи на високу ефективність, у Сполучених Штатах вазектомія використовується менше ніж вдвічі рідше, ніж альтернативна перев'язка маткових труб у жінок. Згідно з дослідженням, вазектомія в США найменше використовується серед чорношкірого та латиноамериканського населення, груп, які мають найвищий рівень жіночої стерилізації.
У Новій Зеландії, навпаки, рівень вазектомії вищий, ніж перев'язка труб. 18 % усіх чоловіків і 25 % усіх одружених чоловіків перенесли вазектомію. Вікова категорія з найвищим рівнем вазектомії становила 40–49 років, де її робили 57 % чоловіків. Канада, Велика Британія, Бутан і Нідерланди мають однакові рівні використання.

## Законодавство

### Україна
Громадянам та гостям України стерилізація (і вазектомія, і стерилізація жінки) дозволяється за медичними показаннями. Стерилізація недієздатної особи здійснюється лише за згодою її опікуна

### Білорусь
Громадянам та гостям Білорусі стерилізація (і вазектомія, і стерилізація жінки) дозволяється з 18 років. Станом на 2009 рік цей метод контрацепції в Білорусі малопопулярний. За 2008 рік в Мінській області вазектомія була проведена 2 рази.

### Швеція
Громадянам Швеції стерилізація (і вазектомія, і стерилізація жінки) дозволяється з 25 років. У 2012 році стерилізували 4800 громадян, більше 2/3 з них — жінки. Ціна стерилізації значно розрізняється залежно від округів країни. У більшості округів вона дорівнює 300 шведським кронам. У 8 округах ціна — 2400 крон, а на півдні країни — 13 200 крон.

### Росія
Громадянам Росії стерилізація (і вазектомія, і стерилізація жінки) дозволяється тільки у віці старше 35 років або при наявності 2 дітей, а за наявності медичних показань та згоди громадянина — незалежно від віку та наявності дітей.

## Застосування ШІ для відповідей на запитання пацієнтів про вазектомію
Чат-боти зі штучним інтелектом частіше застосовуються в медицині для надання консультацій пацієнтам. Платформи ChatGPT, Google Bard, Bing Chat від Microsoft стають більш доступними в медицині, та надають швидкі відповіді на запити, що пов'язані зі здоров'ям, в тому числі щодо вазектомії. На запитання у галузі урології чат-боти надають 50% задовільних відповідей на запитання пацієнтів, з перевагою щодо кращих відповідей на прості запитання, ніж на складні. 
Чат-боти ШІ не проходять спеціальних навчань медичним знанням і їх застосування у галузі охорони здоров'я несе постійний ризик при консультуванні пацієнтів, особливо в чутливих областях як урологія та гінекологія, що викликає етичні проблеми, оскільки дезінформація може негативно вплинути на пацієнтів та їх лікування.

## Відомі люди, які піддались Вазектомії
- Роналдо, Пеле, бразильські футболісти[джерело?]
- Вільям Голден[джерело?]